# Philippe Lekeuche
 (mai 2023).
La mise en forme du texte ne suit pas les recommandations de Wikipédia : il faut le « wikifier ».
Les points d'amélioration suivants sont les cas les plus fréquents. Le détail des points à revoir est peut-être précisé sur la page de discussion.
- Les titres sont pré-formatés par le logiciel. Ils ne sont ni en capitales, ni en gras.
- Le texte ne doit pas être écrit en capitales (les noms de famille non plus), ni en gras, ni en italique, ni en « petit »…
- Le gras n'est utilisé que pour surligner le titre de l'article dans l'introduction, une seule fois.
- L'italique est rarement utilisé : mots en langue étrangère, titres d'œuvres, noms de bateaux, etc.
- Les citations ne sont pas en italique mais en corps de texte normal. Elles sont entourées par des guillemets français : « et ».
- Les listes à puces sont à éviter, des paragraphes rédigés étant largement préférés. Les tableaux sont à réserver à la présentation de données structurées (résultats, etc.).
- Les appels de note de bas de page (petits chiffres en exposant, introduits par l'outil «  Source ») sont à placer entre la fin de phrase et le point final[comme ça].
- Les liens internes (vers d'autres articles de Wikipédia) sont à choisir avec parcimonie. Créez des liens vers des articles approfondissant le sujet. Les termes génériques sans rapport avec le sujet sont à éviter, ainsi que les répétitions de liens vers un même terme.
- Les liens externes sont à placer uniquement dans une section « Liens externes », à la fin de l'article. Ces liens sont à choisir avec parcimonie suivant les règles définies. Si un lien sert de source à l'article, son insertion dans le texte est à faire par les notes de bas de page.
- La présentation des références doit suivre les conventions bibliographiques. Il est recommandé d'utiliser les modèles {{Ouvrage}}, {{Chapitre}}, {{Article}}, {{Lien web}} et/ou {{Bibliographie}}. Le mode d'édition visuel peut mettre en forme automatiquement les références.
- Insérer une infobox (cadre d'informations à droite) n'est pas obligatoire pour parachever la mise en page.

Pour une aide détaillée, merci de consulter Aide:Wikification.
Si vous pensez que ces points ont été résolus, vous pouvez retirer ce bandeau et améliorer la mise en forme d'un autre article.
 (novembre 2023).
Philippe Lekeuche, né en 1954 à Tournai, est un poète, académicien, et professeur d'université.

## Biographie
En 1976, sous le conseil du Professeur Jacques Schotte dont il est l'un de ses étudiants, il s'intéresse à la poésie allemande et lit, dans le texte original, les œuvres de Friedrich Hölderlin et Rainer Maria Rilke. La même année, le Professeur Alphonse De Waelhens, éminent philosophe et traducteur de Heidegger, l'invite à participer à son séminaire privé de psychanalyse dans les combles de l'Institut de Philosophie à Leuven, il y est le seul étudiant admis.
En 1978, il fait la rencontre du poète et écrivain belge Albert Ayguesparse, membre de l'Académie royale de langue et de littérature françaises de Belgique. Celui-ci publie plusieurs de ses poèmes dans la revue Marginales.
En 1980, il séjourne au Szondi Institut à Zürich où il travaille avec Léopold Szondi, le grand psychiatre et psychanalyste hongrois, fondateur de l'Analyse du destin (Schicksalsanalyse). Lekeuche accomplit ensuite son service militaire durant lequel, blessé à la jambe et hospitalisé à Anvers, il écrit une étude sur Arthur Rimbaud qui paraît dans Les Cahiers internationaux de symbolisme de Claire Lejeune en 1983, année durant laquelle, alors assistant du Professeur Jacques Schotte (psychiatre et psychanalyste de renommée mondiale), il donne à l'Université de Louvain un cours de trente heures sur Les Frères Karamazov de Fiodor Dostoïevski.
En 1985, Maurice Blanchot, romancier et critique littéraire français, lui écrit plusieurs lettres à la suite de l'envoi de quelques poèmes dactylographiés. Dans l'une d'elles, Blanchot lui écrit : « Ne vous laissez influencer par personne, pas même par Dieu ».
Il obtient son doctorat en psychologie le 5 mai 1987 (parmi le Jury figuraient Henri Maldiney et Roland Kuhn) et publie, la même année, Le chant du destin, avec une préface de Jacques De Decker et des peintures monochromes du peintre Jean Dalemans, aux éditions Cadex à Montpellier. Il se lie d'amitié avec le poète Jean Tordeur, critique littéraire au quotidien Le Soir. Cette année-là, Tordeur donne à lire le tapuscrit du nouveau recueil de poèmes de Lekeuche, Si je vis, à Liliane Wouters qui décide de le publier dans la collection Feux qu'elle vient de fonder aux éditions Les Éperonniers à Bruxelles. Tordeur consacrera un article élogieux à Si je vis dans le quotidien Le Soir.
Lekeuche écrit, en 1992, une étude sur Conservateur des charges de Tordeur, qui est publiée dans la revue Source de la Maison de la Poésie de la ville de Namur que dirige le poète Eric Brogniet. Le 19 janvier 1994, par l'entremise d'Alain Bosquet, le quotidien Le Figaro publie son poème L'étranger.
Nommé Professeur de psychologie clinique à l'Université de Louvain en 1994, il poursuit en parallèle son activité de psychothérapeute (psychanalyse), notamment avec les grands toxicomanes et les personnes schizophrènes au "Solbosch" à Bruxelles, puis à l' "Unité 21", Service de psychiatrie des Cliniques Universitaires Saint-Luc à Woluwe, enfin au Centre de Guidance de Louvain-La-Neuve.
En 1995, Claude-Michel Cluny consacre un article très élogieux au dernier recueil du poète, L'existence poétique, dans le numéro de novembre du magazine Lire. La même année, il reçoit le Prix Triennal de Poésie de Belgique pour Celui de rien (paru en 1993).
Il publie plusieurs recueils dont L'État rebelle en 1998, ainsi que Solaire en 1999 et, en 2003, L'homme traversé - Sonnets de la passion, ensemble composé de 70 sonnets écrits en poésie métrique et en vers réguliers. Suivra, en 2005, Cette maladie, au nom perdu aux éditions Jacques Brémond, avec des interventions plastiques de Serge Lunal.
Le 6 avril 2008, André Velter dédie son émission Poésie sur parole (sur France Culture ) à Le plus fou des hommes et Le feu caché qui viennent de paraître. Le 18 octobre de cette année, Thierry Génicot consacre son émission radiophonique La pensée et les hommes (RTBF) à ces deux mêmes recueils.
Chez le poète, la démarche poétique participe d'une totale radicalité. Pour lui, la Poésie est un absolu, une visée transcendantale trouvant son origine dans un "Ailleurs", une autre dimension, un autre espace-temps du Monde. Elle n'est pas, originairement, affaire de langage et le poème, en son essence, n'est pas fait de mots. Être vivant, organisme organisé dans la matière préverbale de la vie, il est seulement capté après-coup par une langue qui, à la fois, le révèle et l'occulte. Quant à la Poésie, elle est, selon la formule de Novalis, le "Réel absolu" (das echt absolut Reelle).
En février 2010 paraît L'Éperdu. Jean-Claude Hauc y consacre un article dans Les lettres françaises où il écrit : "L'extrême abandon à ce que nous ignorons et le refus de toute imposture caractérisent depuis toujours la démarche de Lekeuche, faisant songer au courage poétique dont parle Hölderlin". De même, Pierre Maury dans Le Soir, qui avait, en 2008 également, consacré un autre article au poète.
Outre de nombreux articles dans le domaine de la psychologie clinique, Lekeuche est l'auteur d'articles sur des poètes ou écrivains contemporains tels que Jean-Claude Hauc, Eric Brogniet, Fabien Abrassart, Yves Namur, Jean-Marie Corbusier, Jean Tordeur ou encore Liliane Wouters qui lui fera don, en 2013, d'une préface pour Le jour avant le jour. En 2014, paraît Une vie mélangée et, en 2015, L'éclat noir du désir ; enfin, en 2018, Poème à l'impossible, un long poème, d'un seul tenant, creusant la question du lien entre l'amour et la création poétique, articulation pensée ici dans sa dimension tragique : ce n'est pas l'amour qui est "impossible", c'est plutôt l'impossible qui est la condition même de l'acte poétique.
En 2015, le numéro 57 de la revue Nu(e), coordonné par Myriam Watthee-Delmotte, directrice de recherche au F.N.R.S. et professeur à l'UCL, fut consacré à sa poésie et rassemble de nombreuses contributions de plasticiens, de poètes et d'universitaires tant belges qu'étrangers.
Les éditions Le Taillis pré publient en novembre 2015 l'édition en un volume, revue et remaniée, de Si je vis (1988), Celui de rien (1993) et L'état rebelle (1998) sous le titre L'éclat noir du désir.
Par ailleurs, il collabore avec diverses revues littéraires : Le journal des poètes, Francophonie vivante, Europe, Les Lettres françaises.
Il pratique également la photographie depuis 1968.
En 2019, il devient Professeur émérite de l'Université de Louvain (psychopathologie, psychanalyse, phénoménologie clinique).
Philippe Lekeuche est élu le 29 avril 2017 à l'Académie royale de langue et de littérature françaises de Belgique, au fauteuil 12, où il succède à Liliane Wouters.
Ses photographies peuvent être consultées sur le site Flickr à l'adresse : https://www.flickr.com/photos/lekeuchephilippe/

## Publications

### Poésie
- Le chant du destin, préface de Jacques De Decker, Montpellier, Cadex, 1987
- Si je vis, Bruxelles, Les Éperonniers, 1988
- Quatre écoutes du tonnerre, Montpellier-Bruxelles, Cadex - Les Éperonniers, 1990
- Celui de rien, Bruxelles, Les Éperonniers, 1993
- L'existence poétique, Montpellier, Cadex, 1995
- L' état rebelle, Bruxelles, Les Éperonniers, 1998
- Solaire, Montpellier, Cadex, 1999
- L'homme traversé - Sonnets de la passion, Montpellier, Cadex, 2003
- Cette maladie, au nom perdu, Rémoulins-Sur-Gardon, Éditions Jacques Brémond, 2005
- Le plus fou des hommes, Châtelineau, Le Taillis Pré, 2008
- Le feu caché, Montreuil-Sur-Brèche, Éditions des Vanneaux, 2008
- L'éperdu, Paris, L'herbe qui tremble, 2010
- Le jour avant le jour, préface de Liliane Wouters, Châtelineau, Le Taillis Pré, 2013
- Une vie mélangée, Paris, L'herbe qui tremble, 2014
- L'éclat noir du désir, Poèmes 1988-1998, Châtelineau, Le Taillis Pré, 2015
- Poème à l'impossible, Châtelineau, Le Taillis Pré, 2018
- L' épreuve, Billère, éditions L'herbe qui tremble, 2022
- Elégies, postface de René de Ceccatty, Billère, éditions L'herbe qui tremble, 2025
- Malamour, Bruxelles, Edern éditions, 2025